# Bashar Murad
Bashar Murad (Arabisch: بشار مراد) (Jeruzalem, 7 februari 1993) is een Palestijnse singer-songwriter en videoartiest gevestigd in Oost-Jeruzalem. Zijn muziek richt zich op maatschappelijke normen, de Israëlische bezetting en gendergelijkheid in het Midden-Oosten. Hij is vooral bekend vanwege zijn samenwerking met de IJslandse techno-punkband Hatari aan het nummer "Klefi / Samed (صامد)", dat kort werd uitgebracht nadat Hatari de Palestijnse vlag had gehesen tijdens de grote finale van Eurovisiesongfestival 2019 in Tel Aviv, Israël. Murad bracht in juni 2021 zijn debuut-ep "Maskhara" uit.

## Vroege leven
Murad werd in 1993 in Oost-Jeruzalem geboren. Zijn moeder heet Fadia Daibes en zijn vader heet Said Murad, de oprichter van de Palestijnse muziekgroep Sabreen, de eerste alternatieve Palestijnse muziekgroep. Deze band werd opgericht in 1980 en Murad werd geboren tijdens het hoogtepunt van hun carrière. Dit is een van de redenen waarom muziek voor hem altijd een deel van zijn identiteit was en een middel om aan de realiteit te ontsnappen. Muziek hielp hem om de druk van het opgroeien in een bezet gebied en het opgroeien als homoseksueel in een conservatieve samenleving te overwinnen.
Na zijn afstuderen aan de Jerusalem American School vervolgde hij zijn bachelor aan Bridgewater College in Virginia. In de VS realiseerde hij zich dat niet veel van zijn medestudenten veel wisten over Palestina, maar toch wilden ze er meer over weten. Dit deed hem beseffen dat hij de politiek niet wilde ontvluchten en begon deze kwesties in zijn muziek te behandelen. Sinds zijn terugkeer naar Oost-Jeruzalem in 2014 en nadat hij verschillende singles in het Arabisch en Engels op zijn YouTube-kanaal had gepubliceerd bouwde hij een online publiek op.

## Carrière
Murad begon zijn carrière met het uploaden van covers van populaire liedjes op zijn YouTube-kanaal dat hij in 2009 had gemaakt. Later voegde hij een Midden-Oosters tintje toe aan de nummers door typische instrumenten in zijn covers te gebruiken, voordat hij zijn eigen nummers begon te creëren.
Het merendeel van zijn liedjes wordt door hemzelf geproduceerd in de plaatselijke platenstudio's van Sabreen Association for Artistic Development. Af en toe krijgt Murad subsidies of andere steun van organisaties en programma's zoals het Culture Resource Production Awards-programma waarmee hij het nummer "Shillet Hamal" kon maken. Het nummer gaat over het gevoel anders te zijn en er niet bij te horen. De videoclip bevat verschillende mensen die alternatieve levenspaden hebben gekozen en dit gevoel dus kunnen begrijpen.
Voor zijn single "Ana Zalameh" werkte Murad samen met de Verenigde Naties. Het VN-vrouwenprogramma "Men and Women for Gender Equality Regional Programme" produceerde het lied dat gaat over de ontwikkelingen van genderrollen in Palestina en wordt verteld vanuit het perspectief van een 10-jarige jongen.
De samenwerking met de IJslandse techno-punkband Hatari hielp Bashar Murad een groter publiek te bereiken. Kort na het Eurovisie Songfestival 2019 dat in Israël plaatsvond, kwam de single "Klefi/Samed (صامد)" uit. Het gaat over de wens naar vrijheid en vraagt aandacht voor het Israëlisch-Palestijns conflict. Hatari was de enige artiest die aan de het Songfestival deelnam en een politiek standpunt innam in het conflict. In mei 2021 was de videoclip van het nummer 2 miljoen keer bekeken.
Tijdens het Eurovisiesongfestival in 2019 maakte Bashar Murad deel uit van de protesterende artiesten die deelnamen aan het alternatieve evenement GlobalVision dat tijdens het slotweekend van Eurovisie online werd uitgezonden.
In mei 2019 nam Bashar Murad deel aan de Canadian Music Week in Toronto, Canada.
Murad bracht op 11 juni 2021 zijn debuut-ep "Maskhara" uit, die vier nummers bevat: "Maskhara", "Antenne" met Tamer Nafar, "Intifada on the Dance Floor" en "Ana Wnafsi".
In januari 2024 werd bekend dat Murad mee zou doen aan Söngvakeppnin, de IJslandse voorronde van het Eurovisiesongfestival, met het liedje "Vestrið villt". Bij de wedkantoren was zijn lied met een geschatte winkans van 51% het populairst. Dat mocht echter niet baten, Murad eindigde op de tweede plaats.

## Privéleven
Murad woont in Oost-Jeruzalem met zijn vader en jongere broer.

## Discografie

### Ep's
- "Maskhara", juni 2021
- "MASKHARA: THE REMIXES", oktober 2022
- "Nafas", januari 2024

### Singles

#### Als hoofdartiest
- "Hallelujah", 2015
- "Happy Xmas (War Is Over)" met Muhammad Mughrabi, 2015
- "The Door", 2015
- "More Like You", november 2016
- "Voices", april 2017
- "Ilkul 3am Bitjawaz", januari 2018
- "Shillet Hamal", juli 2018
- "Ma Bitghayirni", september 2018
- "Ana Zalameh", november 2018
- "Maskhara", december 2020
- "Antenne" met Tamer Nafar, juni 2021
- "Intifada On The Dance Floor", november 2021
- "Xmas Aswad", november 2022
- "Ilel Majnoon", maart 2023
- "Ya Lel", juni 2023
- "Mawtini", november 2023
- "I Wish I Knew How It Would Feel To Be Free", februari 2024
- "Wild West", februari 2024

#### Als meewerkend artiest
- "Bloodstream" met Raffoul, mei 2014
- "Klefi / Samed (صامد)" met Hatari, juni 2019